# Condado de Tahalú
El condado de Tahalú es un título nobiliario español otorgado por el rey Juan II, el 3 de marzo de 1431, a favor de Beltrán de Guevara y Ayala.
La denominación del título se refiere a la localidad de Tahalú en la Merindad de Trasmiera, provincia de Santander.

## Condes de Tahalú
|                                  | Titular                                                  | Periodo                          |
| Creación por Juan II de Castilla | Creación por Juan II de Castilla                         | Creación por Juan II de Castilla |
| -------------------------------- | -------------------------------------------------------- | -------------------------------- |
| I                                | Beltrán de Guevara y Ayala                               | 1431-1441                        |
| II                               | Ladrón de Guevara y Quesada                              | 1441-1503                        |
| III                              | Juan de Guevara y Rojas                                  | 1503-1547                        |
| IV                               | José de Guevara y Tovar                                  | 1547-1568                        |
| V                                | Pedro de Guevara y Manrique                              | 1568-¿?                          |
| VI                               | Antonio de Guevara y Manrique                            | ¿?-1580                          |
| VII                              | José de Guevara y Avendaño Gamboa                        | 1580-¿?                          |
| VIII                             | Luis de Guevara y Avendaño Gamboa                        | ¿?-¿?                            |
| IX                               | Ana Catalina de Guevara y Arce                           | ¿?-¿?                            |
| X                                | María de Guevara y Mendoza                               | ¿?-1683                          |
| XI                               | Martín Domingo de Saavedra y Guevara                     | 1683-¿?                          |
| XII                              | José de Saavedra y Fenollet                              | ¿?-¿?                            |
| XIII                             | María de Atocha de Saavedra y Fenollet                   | ¿?-1747                          |
| XIV                              | Sancho José Fernández de Miranda Ponce de León y Guevara | 1747-1757                        |
| XV                               | Judas Tadeo Fernández de Miranda y Villacís              | 1757-1810                        |
| XVI                              | Lucía Luisa de Rojas y Fernández de Miranda              | 1810-1834                        |
| XVII                             | Juan Bautista de Queralt y Bucarelli                     | 1834-1873                        |
| XVIII                            | Hipólito de Queralt y Bernaldo de Quirós                 | 1875-1877                        |
| XIX                              | Enrique de Queralt y Fernández-Maquieira                 | 1877-1933                        |
| XX                               | Enrique de Queralt y Gil Delgado                         | 1933/1953-1992                   |
| XXI                              | Enrique de Queralt y Chávarri                            | 1993-actual titular              |

## Historia de los condes de Tahalú
- Beltrán de Guevara y Ayala (m. 1441), I conde de Tahalú, I marqués de Rucandio, II señor de Escalante y Treceño.[2] Era hijo de Beltrán de Guevara, merino mayor de las Asturias de Santillana, señor de la casa de Guevara y de Oñate, y de Mencía de Ayala y Ceballos (m. 1413), I señora de las casas de Ceballo y de Caviedes, del valle de Valdáliga y tierra de Tahud, de las villas de Escalante, Treceño y Pontejos,[3] hermana del canciller Pedro López de Ayala e hija de Fernán Pérez de Ayala y de Elvira Álvarez de Ceballos, señora de Escalante.

Casó en primeras nupcias con Juana de Quesada y Cárcamo. Contrajo un segundo matrimonio con Leonor Cabeza de Vaca. Sucedió su hijo del primer matrimonio:
- Ladrón de Guevara y Quesada (m. 1503), II conde de Tahalú,[2] II marqués de Rucandio, III señor de Escalante, III señor de Treceño y Valdáliga, mayorazgo de Ceballos-Caviedes, capitán general, mayordomo mayor de las hijas de los Reyes Católicos y caballero de la Orden del Toisón de Oro.[2]

Casó en primeras nupcias con Sancha de Rojas y Manrique, hija de Juan Rodríguez de Rojas, señor de Poza y de Elvira Manrique, señora de Requena. Sucedió su hijo de este primer matrimonio:
- Juan de Guevara y Rojas (m. 1547), III conde de Tahalú,[2]  III marqués de Rucandio, IV señor de Escalante, IV señor de Treceño y Valdáliga, caballero de la Orden de Santiago y mayorazgo de Ceballos-Caviedes.[2]

Casó con María de Ulloa, dama de la reina. Sucedió su nieto, hijo de Juan de Guevara y Ulloa, v señor de Escalante, V señor de Treceño y Valdáliga, caballero de la  Orden del Toisón de Oro y caballero de la Orden de Santiago, y de Ana de Tovar y Sandoval, hija de Sancho de Tovar, señor de San Martín.
- José de Guevara y Tovar (m. Osornillo, 1568), IV conde de Tahalú,[4] IV marqués de Rucandio, VI señor de Escalante, Treceño, Valdáliga, mayorazgo de Ceballos-Caviedes, virrey y capitán general de Navarra y comendador en la Orden de Santiago.[4]

Casó con María Manrique y Pimentel (m. 1591), hija de Luis Fernández Manrique de Lara y de Almada-Noronha (m. 1534), II marqués de Aguilar de Campoo, IV conde de Castañeda y II canciller mayor de Castilla. y de su segunda esposa, Ana Pimentel y Enríquez.  Sucedió su hijo:
- Pedro de Guevara y Manrique, V conde de Tahalú,[5] V marqués de Rucandio, VII señor de Escalante, VII señor de Treceño y Valdáliga y mayorazgo de Ceballos-Caviedes.[5]

Sin descendencia, sucedió su hermano:
- Antonio de Guevara y Manrique (m. Osornillo, 16 de mayo de 1580), VI conde de Tahalú, VI marqués de Rucandio VIII señor de Escalante y de Treceño.

Casó, en 1574, con María de Avendaño Gamboa y Beaumont-Navarra, hija de Prudencio de Avendaño y Velasco (m. 1568), VII señor de Villarreal de Álava, y de Luisa de Beaumont-Navarra—.. Sucedió su hijo:
- José de Guevara y Avendaño Gamboa, VII conde de Tahalú[6] y VII marqués de Rucandio.

Sin descendencia, sucedió su hermano:
- Luis de Guevara y Avendaño Gamboa, VIII conde de Tahalú,[6] I conde de Escalante, VIII marqués de Rucandio, señor de Urquizu, Olasso, Arazuri y Montalbán.[6]

Casó con María de Arce y Zorrilla, señora de Arce y Villarías. Sucedió su hija:
- Ana Catalina de Guevara y Arce, IX condesa de Tahalú,[7] II condesa de Escalante y IX marquesa de Rucandio.[7]

Casó con Felipe Manuel Vélez de Guevara y teniente coronel. Sin descendencia, sucedió su prima hermana, hija de Pedro de Guevara y Avendaño, hermano del I conde de Escalante, caballero de la Orden de Santiago, y de su primera esposa, Francisca de Mendoza y Acevedo:
- María de Guevara y Mendoza (m. 1683), X condesa de Tahalú,[7] III condesa de Escalante y escritora.[9] Era hija de Pedro de Guevara y Avendaño Gamboa, hermano del I conde de Escalante, y de Francisca de Mendoza y Acevedo.[9]

Casó en primeras nupcias con García Bravo Osorio, marqués del Villar. En segundas nupcias, casó con Loreno de Guevara y en terceras nupcias con Andrés Velázquez de Velasco. Sin descendencia, sucedió, por cesión, su hermana: Sucedió su sobrino, hijo de su hermana Luisa de Guevara y Mendoza, IV condesa de Escalante y de su esposo, Martín de Saavedra y Guzmán, veinticuatro de Córdoba, barón de Prado, caballero de la Orden de Calatrava y presidente de la Audiencia del Nuevo Reino de Granada (1637-1645).
- Martín Domingo de Saavedra y Guevara (Santa Fe, Bogotá, ?-23 de enero de 1690), XI conde de Tahalú,[7] V conde de Escalante  y XI marqués de Rucandio, grande de España.[7]

Casó con Rosalía Fenollet y Fenollet quien, después de enviudar, contrajo un segundo matrimonio con Francisco Blanes y Palavicino, IV conde de Villanueva. Sucedió, por cesión, su hijo:
- José de Saavedra y Fenollet, XII conde de Tahalú.[7]

Falleció sin descendencia antes que sus padres. Sucedió su hermana:
- María de Atocha de Saavedra y Fenollet (1686-1747), XIII condesa de Tahalú,[7] VI condesa de Escalante y XII marquesa de Rucandio, grande de España.[7]

Casó con Sancho de Miranda Ponce de León y Trelles (m. 9 de mayo de 1737), III marqués de Valdecarzana, marqués de Bonanaro y conde de Torralba (de Aragón) en Cerdeña. Sucedió su hijo:
- Sancho José Fernández de Miranda Ponce de León y Guevara (Oviedo, 27 de noviembre de 1704-12 de noviembre de 1757), XIV conde de Tahalú,[7] VII conde de Escalante, IV marqués de Valdecarzana, IX conde de Villamor,[7]  XIII marqués de Rucandio, grande de España, marqués de Bonanaro, conde de Torralba (de Aragón) en Cerdeña, gentilhombre de cámara con ejercicio.[7]

Casó, en Madrid, el 21 de enero de 1728, con Ana Catalina de Villacís y la Cueva Manrique de Lara, VII condesa de las Amayuelas, grande de España, VII condesa de Peñaflor de Argamasilla, VIII marquesa de Taracena y VIII vizcondesa de Centenera. Sucedió su hijo:
- Judas Tadeo Fernández de Miranda y Villacís (Madrid, 18 de agosto de 1739-Salamanca, 27 de septiembre de 1810),[15] XV conde de Tahalú,[16] VIII conde de Escalante, V marqués de Valdecarzana, X conde de Villamor,[16] VIII conde de las Amayuelas,[17] IX marqués de Taracena, IX vizconde de Centenera, XV marquesado de Cañete,[18] XIV marqués de Rucandio, tres veces grande de España, marqués de Bonanaro y conde de Torralba de Aragón en Cerdeña, conde de Centura en Sicilia[16] caballero de la Orden del Toisón de Oro, gran cruz de la Orden de Carlos III, maestrante de Valencia, sumiller de corps y gentilhombre de cámara del rey Carlos IV.[15]

Casó en primeras nupcias, el 11 de noviembre de 1757, con Isabel Felipa Regio, princesa de Campofiorito, y en segundas nupcias, el 18 de mayo de 1808,con Luisa Escrivá de Romaní. Sin descendencia, sucedió su sobrina, hija de su hermana María Antonia, casada con José Antonio de Rojas Toledo y Vargas, VII conde de Mora, grande de España.
- Lucía de Rojas y Fernández de Miranda (Madrid, 6 de julio de 1756-19 de julio de 1834), XVI condesa de Tahalú,[16] IX condesa de Escalante, VI marquesa de Valdecarzana, XI condesa de Villamor,[16] IX condesa de las Amayuelas,[19] VI vizcondesa de Linares, X marquesa de Taracena, XVI marquesa de Cañete,[18] VI marquesa de Valdecarzana, VIII condesa de Mora,[19] VII marquesa de la Torre de Esteban Hambrán, IX condesa de Valverde y IX marquesa de Santacara,[16] tres veces grande de España.

Casó con Ignacio Jaime de Margens de Nin y Sotomayor Masones y Lima (1772-1798), VI duque de Sotomayor, grande de España, VIII conde de Crecente, III conde del Castillo de Vera y VI marqués de Tenorio. Le sucedió su pariente, descendiente de María del Pilar Fernández de Miranda y Villacís, hermana de Judas Tadeo, el V marqués de Valdecarzana:
- Juan Bautista de Queralt y Bucarelli (Sevilla, 8 de octubre de 1814-Biarritz, 17 de abril de 1873),[22] XVII conde de Tahalú,[23] X conde de Escalante, VII marqués de Valdecarzana,[23] XII conde de Villamor,[23] IX conde de Santa Coloma,[24] VII marqués de Besora, XVII conde de Cifuentes,[25] VII marqués de Alconchel, XI marqués de Gramosa,[26] XV marqués de Lanzarote, IX conde de la Cueva, VII marqués de Albolote, VIII marqués de Albaserrada, IX conde de la Rivera, VI marqués de Vallehermoso,[27] VIII conde de Gerena, X conde de las Amayuelas,[19] XVII marqués de Cañete,[18] XI marqués de Taracena, I conde de la Real Tenacidad y senador del reino,[23] siete veces grande de España.[22] Era hijo de Juan Bautista de Queralt y Silva, VIII conde de Santa Coloma, y de María del Pilar de Bucarelli y Silva, Bucarelli y Fernández de Miranda, VII condesa de Gerena, V marquesa de Vallehermoso, VIII condesa de Fuenclara, duquesa de Arenberg y dama  de la Orden de las Damas Nobles de la Reina María Luisa.[16]

Casó, en Madrid, el 30 de enero de 1836, con María Dominga Bernaldo de Quirós y Colón de Larreátegui, hija de Antonio María Bernaldo de Quirós y Rodríguez de los Ríos, VI marqués de Monreal, grande de España, marqués de Santiago, marqués de la Cimada, y de Hipólita Colón de Larreátegui y Remírez de Boquedano. Sucedió su hijo:
- Hipólito de Queralt y Bernaldo de Quirós (Sevilla, 22 de enero de 1841-Madrid, 12 de junio de 1877),[29] XVIII conde de Tahalú,[23]  XI conde de Escalante,[30][23] VIII marqués de Valdecarzana,[23] XIII conde de Villamor,[23] X conde de Santa Coloma,[24] VIII marqués de Besora, VIII marqués de Alconchel, XII marqués de Gramosa,[26] XVI marqués de Lanzarote, X conde de la Cueva, IX marqués de Albaserrada, X conde de la Rivera, VII marqués de Vallehermoso,[27] IX conde de Gerena, XVIII marqués de Cañete,[18] XI conde de las Amayuelas,[19] caballero de la Orden de Santiago, maestrante de Sevilla, gentilhombre de cámara con ejercicio y servidumbre y senador por derecho propio[23] y cinco veces grande de España.[31]

Casó, en Madrid, el 12 de octubre de 1866, con Elvira Fernández-Maquieira y Oyanguren, hija de Remigio Fernández Maquieira y Frexia María de la O de Oyanguren y Squella. Sucedió su hijo:
- Enrique de Queralt y Fernández-Maquieira (Madrid, 13 de julio de 1867-Madrid, 13 de enero de 1933), XIX conde de Tahalú,[23] XII conde de Escalante, IX marqués de Valdecarzana, XIV conde de Villamor, XI conde de Santa Coloma,[24] IX marqués de Alconchel, XIII marqués de Gramosa,[26] XVII marqués de Lanzarote, XI conde de la Cueva XI conde de la Rivera, VIII marqués de Vallehermoso,[27] X conde de Gerena, XIX marqués de Cañete,[18] XII conde de las Amayuelas,[19] caballero de la Orden de Santiago, maestrante de Sevilla, gran cruz de la Orden de Carlos III, senador por derecho propio y gentilhombre de cámara y servidumbre[23] y cinco veces grande de España.[32]

Casó, en Zarauz, el 4 de noviembre de 1909, con  Brígida Gil-Delgado y Olazábal, dama de la reina,  grande de España ad personam, hija de Juan Gil Delgado y Tacón y de Brígida de Olazábal y González de Castejón. Sucedió su hijo:
- Enrique de Queralt y Gil-Delgado (Madrid, 2 de octubre de 1910-Sevilla, 11 de abril de 1992[34], XX conde de Tahalú,[23] XIII conde de Escalante, XV conde de Villamor, XIV marqués de Gramosa,[26] XII conde de Santa Coloma,[24] IX marqués de Vallehermoso,[27] XX marqués de Cañete,[18] XIII conde de las Amayuelas,[19] X marqués de Alconchel, XVIII marqués de Lanzarote, XII conde de la Cueva, XII conde de la Rivera, XI conde de Gerena y cinco veces grande de España.[34]

Casó en Artaza (Guecho Lejona), el 20 de octubre de 1933, con María Victoria Chávarri y Poveda, hija de Víctor Chávarri y Salazar, I marqués de Triano y senador del reino, y de Josefa Poveda y Echagüe. Sucedió su hijo:
- Enrique de Queralt y Chávarri (n. Madrid, 8 de marzo de 1835), XXI conde de Tahalú, XIV conde de Escalante,[23] XVI conde de Villamor, XV marqués de Gramosa,[26] XIII conde de Santa Coloma,[24] XIV conde de las Amayuelas,[19] X marqués de Vallehermoso,[27] XXI marqués de Cañete,[18] XI marqués de Alconchel, maestrante de Sevilla, coronel de infantería, cruz al mérito militar, cruz y placa de la real Orden de San Hermenegildo[23] y cinco veces grande de España.[35]

Caso, en Madrid, el 23 de octubre de 1970, con Ana Rosa de Aragón y Pineda, hija de Bartolomé Aragón Gómez y de María del Pilar Pineda y Cabanellas, VII marquesa de Campo Santo.